# Вилхелм I фон Зайнсхайм
Вилхелм I фон Зайнсхайм (на немски: Wilhelm I von Seinsheim-Schwarzenberg; * 1486; † 1526) е фрайхер на Зайнсхайм и Шварценберг (1510 – 1526).

## Произход
Той е големият син на Еркингер II фон Зайнсхайм († 1510/1518), господар на Зайнсхайм и фрайхер на Шварценберг, и съпругата му Аполония фон Марк († 1540), вдовица на Дирк/Дитрих фон Палант-Вилденбург († 1481), дъщеря на Йохан II фон Марк-Аренберг († 1470) и графиня Анна Агнес фон Вирнебург († 1480). Брат е на Едмунд I фон Шварценберг († 1553), господар на Бирсет и Шамплон, и Йохан фон Шварценберг († пр. 1565).
Внукът му Адолф фон Шварценберг (1551 – 1600) е издигнат на имперски граф на 5 юни 1599 г.

## Фамилия
Вилхелм I се жени на 16 септември 1513 г. за графиня Катарина Вилхелмина фон Неселроде († пр. 7 декември 1567), дъщеря на Вилхелм фон Неселроде цу Щайн († 1504) и Елизабет фон Биргел, наследничка на Рат и Бовенсберг († 1532). Те имат шест деца:
- Катарина, канониса в Мюнстербилзен
- Урсула († сл. 1578), монахиня в Грефрат
- Вилхелм II/III фон Шварценберг († 20 август 1557/19 май 1558 в битка при Сен-Кантен), фрайхер на Шварценберг, женен 1550 г. за Анна фон Харф-Алсдорф († 1584), дъщеря на Вилхелм фон Харф-Алсдорф († сл. 1537) и Хеленберг фон Плетенберг; баща на:
  - Адолф фон Шварценберг (1551 – 1600), издигнат на имперски граф на 5 юни 1599 г.
- Годхард (Готфрид) († 1579, Дюселдорф), женен на 14 юни 1565 г. за Анна фон Метерних († пр. 7 март 1619), наследничка на Райнхартщайн, дъщеря на Вилхелм фон Метерних-Райнхартщайн († 1578) и Анна фон Насау, наследничка на Райнхардщайн († сл. 1570/1578)
- Бертрам
- Анна († сл. 1573)